# Club Olimpia Deportivo
O Club Olimpia Deportivo é um clube de futebol da cidade de Tegucigalpa, capital de Honduras. Foi fundado em 12 de junho de 1912 por um grupo de estudantes da cidade. Disputa a  Liga Nacional de Futebol desde sua criação em 1965, sendo assim uma das das poucas equipes do país que disputou todas as edições. 
Suas cores oficiais são o vermelho, azul e branco e sua torcida adotou o Leão como mascote oficial. Seus mandos de campo são do Estádio Nacional de Tegucigalpa que tem capacidade para 35 mil pessoas, sendo o maior estádio de Honduras.  Seu principal rival é o seu concidadão Club Deportivo Motagua, com quem protagoniza o clássico nacional. Também tem rivalidades com os clubes de San Pedro Sula: Marathón e España. É, de acordo com as pesquisas o clube de maior torcida do país. 
É o clube de maior sucesso internacional de Honduras, vencendo a Liga dos Campeões da CONCACAF em 1972 e 1988, a Liga da CONCACAF em 2017 e 2022,e a Copa Interclubes da UNCAF em 1981, 1999 e 2000). Com suas conquistas, é o segundo na América Central em títulos internacionais oficiais, sendo considerado uma potência regional.

## Títulos
| CONTINENTAIS | CONTINENTAIS                  | CONTINENTAIS | CONTINENTAIS |
|              | Competição                    | Títulos      | Temporadas |
| ------------ | ----------------------------- | ------------ | --- |
|              | Liga dos Campeões da CONCACAF | 2            | 1972 e 1988 |
|              | Liga da CONCACAF              | 1            | 2017 e 2022 |
|              | Copa Interclubes da UNCAF     | 3            | 1981, 1999 e 2000 |
| NACIONAIS    |                               |              | |
|              | Competição                    | Títulos      | Temporadas |
|              | Campeonato Hondurenho         | 38           | 1966-67, 1967-68, 1969-70, 1971-72, 1977-78, 1982-83, 1984-85, 1986-87, 1987-88, 1989-90, 1992-93, 1995-96, 1996-97, 1998-99, 2000-01 A, 2002-03 A, 2003-04 C, 2004-05 C, 2005-06 A, 2005-06 C, 2007-08 C, 2008-09 C, 2009-10 C, 2011-12 A, 2011-12 C, 2012-13 A, 2012-13 C, 2013-14 C, 2014-15 C, 2015-16 C, 2019-20 A, 2020-21 C, 2020-21 A, 2021-22 A, 2022-23 A, 2022-23 C, 2023-24 A e 2023-24 C |
|              | Copa de Honduras              | 3            | 1995, 1998 e 2015 |
|              | Supercopa de Honduras         | 2            | 1996-97 e 2014 C |

 Campeão Invicto
A:Torneio Apertura
C:Torneio Clausura

## Campanhas de destaque
- Vice-Campeonato da Liga dos Campeões da CONCACAF: 2 vezes 1985 e 2000
- Vice-Campeonato da Copa Interclubes da UNCAF: 2 vezes 2005 e 2006
- Vice-Campeonato da Copa Interamericana: 2 vezes 1972 e 1988